# Moulins-sur-Yèvre
Moulins-sur-Yèvre és un municipi francès, situat al departament de Cher i a la regió de Centre – Vall del Loira. L'any 2007 tenia 567 habitants.

## Demografia

### Població
El 2007 la població de fet de Moulins-sur-Yèvre era de 567 persones. Hi havia 207 famílies, de les quals 36 eren unipersonals (24 homes vivint sols i 12 dones vivint soles), 61 parelles sense fills, 98 parelles amb fills i 12 famílies monoparentals amb fills.
La població ha evolucionat segons el següent gràfic:
Habitants censats

### Habitatges
El 2007 hi havia 237 habitatges, 210 eren l'habitatge principal de la família, 10 eren segones residències i 16 estaven desocupats. 234 eren cases i 1 era un apartament. Dels 210 habitatges principals, 170 estaven ocupats pels seus propietaris, 37 estaven llogats i ocupats pels llogaters i 3 estaven cedits a títol gratuït; 1 tenia una cambra, 5 en tenien dues, 24 en tenien tres, 48 en tenien quatre i 132 en tenien cinc o més. 165 habitatges disposaven pel capbaix d'una plaça de pàrquing. A 72 habitatges hi havia un automòbil i a 129 n'hi havia dos o més.

### Piràmide de població
La piràmide de població per edats i sexe el 2009 era:
| Homes | Edats   | Dones |
| ----- | ------- | ----- |
| 0     | 95 o +  | 0     |
| 0     | 90 a 94 | 0     |
| 4     | 85 a 89 | 0     |
| 0     | 80 a 84 | 4     |
| 8     | 75 a 79 | 12    |
| 8     | 70 a 74 | 12    |
| 12    | 65 a 69 | 4     |
| 12    | 60 a 64 | 12    |
| 16    | 55 a 59 | 16    |
| 16    | 50 a 54 | 20    |
| 12    | 45 a 49 | 12    |
| 16    | 40 a 44 | 28    |
| 28    | 35 a 39 | 16    |
| 32    | 30 a 34 | 28    |
| 4     | 25 a 29 | 4     |
| 12    | 20 a 24 | 4     |
| 16    | 15 a 19 | 36    |
| 20    | 10 a 14 | 4     |
| 20    | 5 a 9   | 16    |
| 36    | 0 a 4   | 4     |

## Economia
El 2007 la població en edat de treballar era de 388 persones, 289 eren actives i 99 eren inactives. De les 289 persones actives 269 estaven ocupades (142 homes i 127 dones) i 19 estaven aturades (6 homes i 13 dones). De les 99 persones inactives 31 estaven jubilades, 45 estaven estudiant i 23 estaven classificades com a «altres inactius».

### Ingressos
El 2009 a Moulins-sur-Yèvre hi havia 255 unitats fiscals que integraven 675,5 persones, la mediana anual d'ingressos fiscals per persona era de 19.856 €.

### Activitats econòmiques
Dels 12 establiments que hi havia el 2007, 1 era d'una empresa extractiva, 1 d'una empresa alimentària, 1 d'una empresa de fabricació d'altres productes industrials, 3 d'empreses de construcció, 1 d'una empresa de comerç i reparació d'automòbils, 1 d'una empresa de transport, 1 d'una empresa d'hostatgeria i restauració, 1 d'una empresa immobiliària, 1 d'una empresa de serveis i 1 d'una empresa classificada com a «altres activitats de serveis».
Dels 4 establiments de servei als particulars que hi havia el 2009, 2 eren fusteries, 1 electricista i 1 restaurant.
L'únic establiment comercial que hi havia el 2009 era una fleca.
L'any 2000 a Moulins-sur-Yèvre hi havia 6 explotacions agrícoles.

## Poblacions més properes
El següent diagrama mostra les poblacions més properes.